# 연방슈타지기록물처
연방구독일민주공화국국가보위부기록물처(독일어: Bundesbeauftragten für die Unterlagen des Staatssicherheitsdienstes der ehemaligen Deutschen Demokratischen Republik; BStU), 통칭 연방슈타지기록물처(독일어: Bundesbeauftragte für die Stasi-Unterlagen)는 독일의 연방행정기관으로, 구 독일민주공화국(동독)의 비밀경찰로 기능했던 슈타지의 과거 행동을 조사 및 수집하고 그 결과를 보존 및 보호하기 위한 기관이었다.
유럽 기억양심정강의 창립 참가 기관이다.
2020년 11월 4일에는 독일 연방의회에서 슈타지 기록물을 연방문서보관소로 이관하고 사회주의통일당 독재 희생자 지원을 위한 연방담당관을 설치하는 안이 포함된 독일 연방문서보관소법(Bundesarchivgesetz), 국가보위부기록물처법(Stasi-Unterlagen-Gesetz), 연방담당관 설치법에 대한 공청회를 진행했다. 해당 법안은 2020년 11월 19일에 통과되었다. 2021년 4월 9일에 법안이 완성되어 2021년 6월 17일에 효력을 발휘했다. 그 결과 연방슈타지기록물처는 해체되었고, 기록물은 독일 연방문서보관소로 이관되고 희생자 지원 연방담당관이 설치되었다.